# Allstate Arena
Die Allstate Arena (Eigenschreibweise: Allstate | arena) ist eine Mehrzweckhalle in Rosemont im Cook County des US-amerikanischen Bundesstaats Illinois. Genutzt wird die Arena von Sportmannschaften aus dem rund 30 Kilometer entfernten Chicago und liegt ca. 5 Kilometer nördlich des O’Hare International Airport, dem größten Flughafen Chicagos. Jährlich finden rund 150 Veranstaltungen im Gebäude statt. Gegenwärtig ist die Arena Spielort der Chicago Wolves aus der American Hockey League (AHL).

## Geschichte

Innenraum der Allstate Arena

Nach dem Baubeginn 1977 wurde der Bau 1980 fertiggestellt, war als Spielstätte für die Chicago Cougars (WHA) vorgesehen und sollte den Namen O'Hare Sports Arena tragen. Durch finanzielle Schwierigkeiten konnten die Besitzer der Cougars die Finanzierung des Baus nicht mehr sichern. Das Bauland kaufte die Gemeinde Rosemont mit Hilfe von Anleihen und langfristigen Nutzungsverträgen (z. B. der Ringling Bros. and Barnum & Bailey Circus, MFG International oder Araserv) und errichtete darauf das Rosemont Horizon.

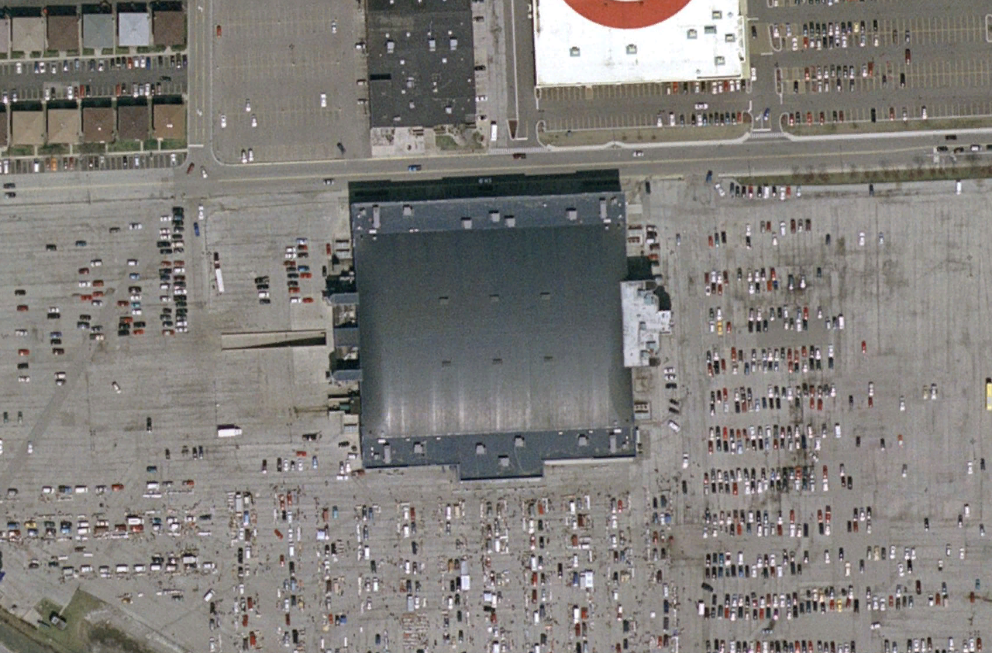
Satellitenbild der Allstate Arena

Früher wurde die Halle von Chicago Sky aus der Frauen-Basketballliga WNBA sowie der Männer-Basketballmannschaft der Chicagoer DePaul University, den DePaul Blue Demons (NCAA). Die DePaul Blue Demons treten seit 2017 in der neugebauten Wintrust Arena an. Des Weiteren trugen die Chicago Horizon (MISL, 1980–1981), die Chicago Sting (MISL, 1984–1988), die Chicago Bruisers (AFL, 1987–1989) und die Chicago Skyliners, (ABA, 2000–2002) und die Chicago Rush (AFL, 2001–2008, 2010–2013) ihre Spiele in Rosemont aus.

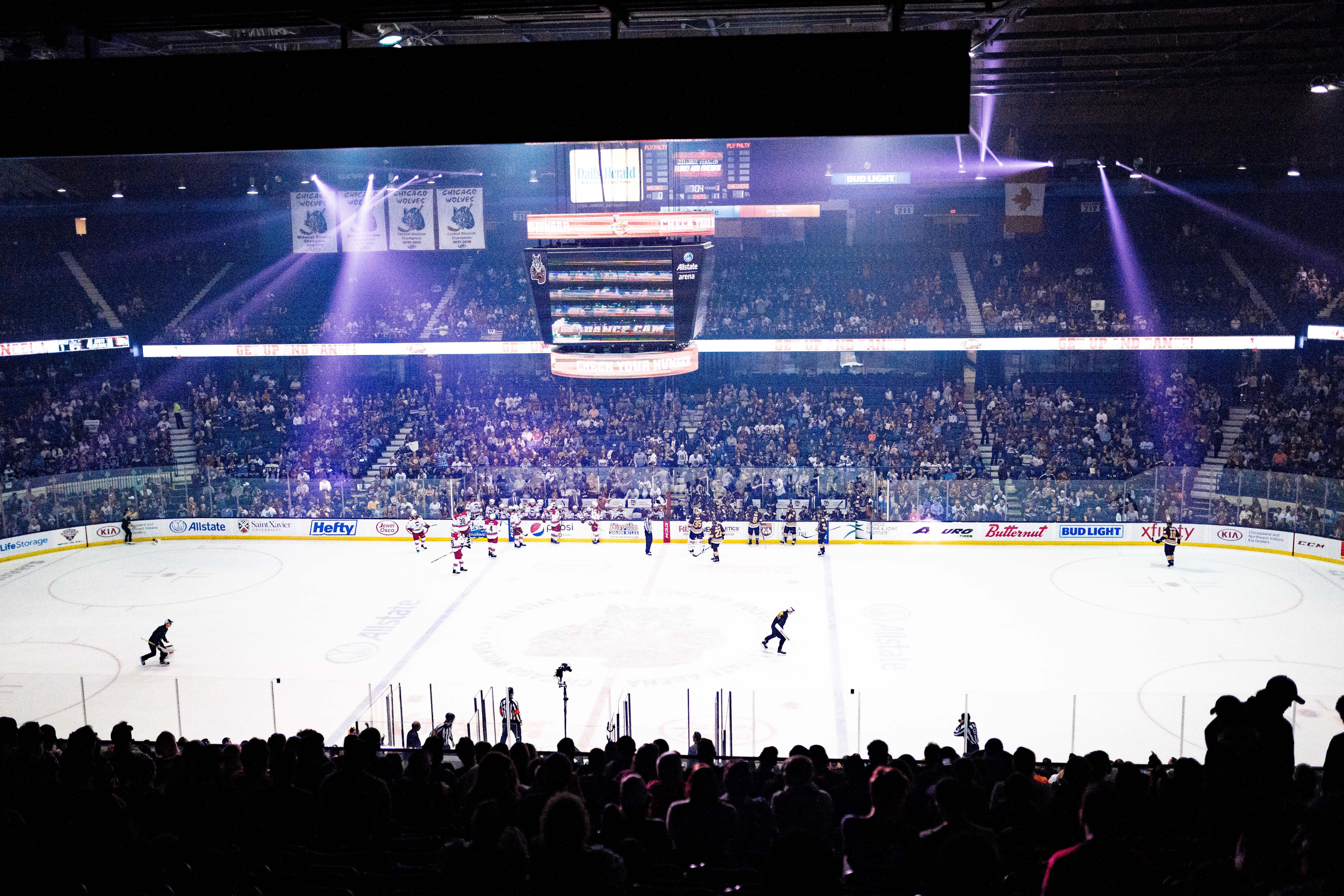
Die Allstate Arena während der Finals im Calder Cup 2019

Am 14. August 1979 stürzte das Dach der zu 90 % fertiggestellten Mehrzweckhalle ein. Dabei kamen fünf Bauarbeiter ums Leben und 16 weitere wurden verletzt. Am 2. Juli 1980 fand die Einweihung der Sportarena statt. Die erste Veranstaltung war ein Konzert von Fleetwood Mac, welches am 14. März 1980 noch vor der offiziellen Eröffnung stattfand. Im Jahr 1999 zahlte die Allstate Insurance Company 30 Millionen US-Dollar für die Sponsoringrechte und die Renovierung der Mehrzweckhalle. 2003 bekam das Basketball-Spielfeld den Namen Ray and Marge Meyer Court nach Ray Meyer, Mitglied der Basketball Hall of Fame, und seiner Frau Marge. Ray Meyer war von 1942 bis 1984 Basketballtrainer der DePaul University. Am 17. August 2009 vereinbarten das WNBA-Team der Chicago Sky und die Betreiber der Allstate Arena einen mehrjährigen Vertrag über die Nutzung der Halle. Zur Saison WNBA-Saison 2017 zog das Team in die neue Wintrust Arena um.

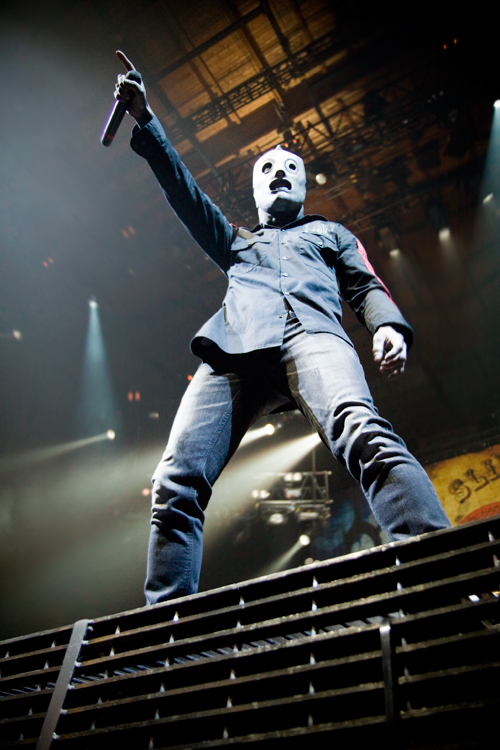
Sänger Corey Taylor (Slipknot) bei einem Konzert 2009 in der Allstate Arena

## Veranstaltungen und Konzerte

### Veranstaltungen
Die Allstate Arena ist, neben dem Madison Square Garden in New York, der einzige Veranstaltungsort an dem das WWE-Wrestling-Turnier Wrestlemania drei Mal (1986, 1997, 2006) zu Gast war. Weitere Turniere der WWE wie Judgement Day im Jahr 2009 oder Night of Champions 2010 fanden in Rosemont statt. Bis Mitte der 1990er Jahre war die Allstate Arena Heimat der WCW-Veranstaltungen in Chicago bis 1994 das United Center mit über 20.000 Plätzen eingeweiht wurde. In den Jahren 2006 und 2008 war die Built Ford Tough Series der internationalen Bullenreiter-Organisation Professional Bull Riders in Rosemont zu sehen. Die Wrestling-Veranstaltungen WWE Money in the Bank (2011), WWE Extreme Rules (2012) und WWE Payback (2013) wurden in der Arena ausgetragen.

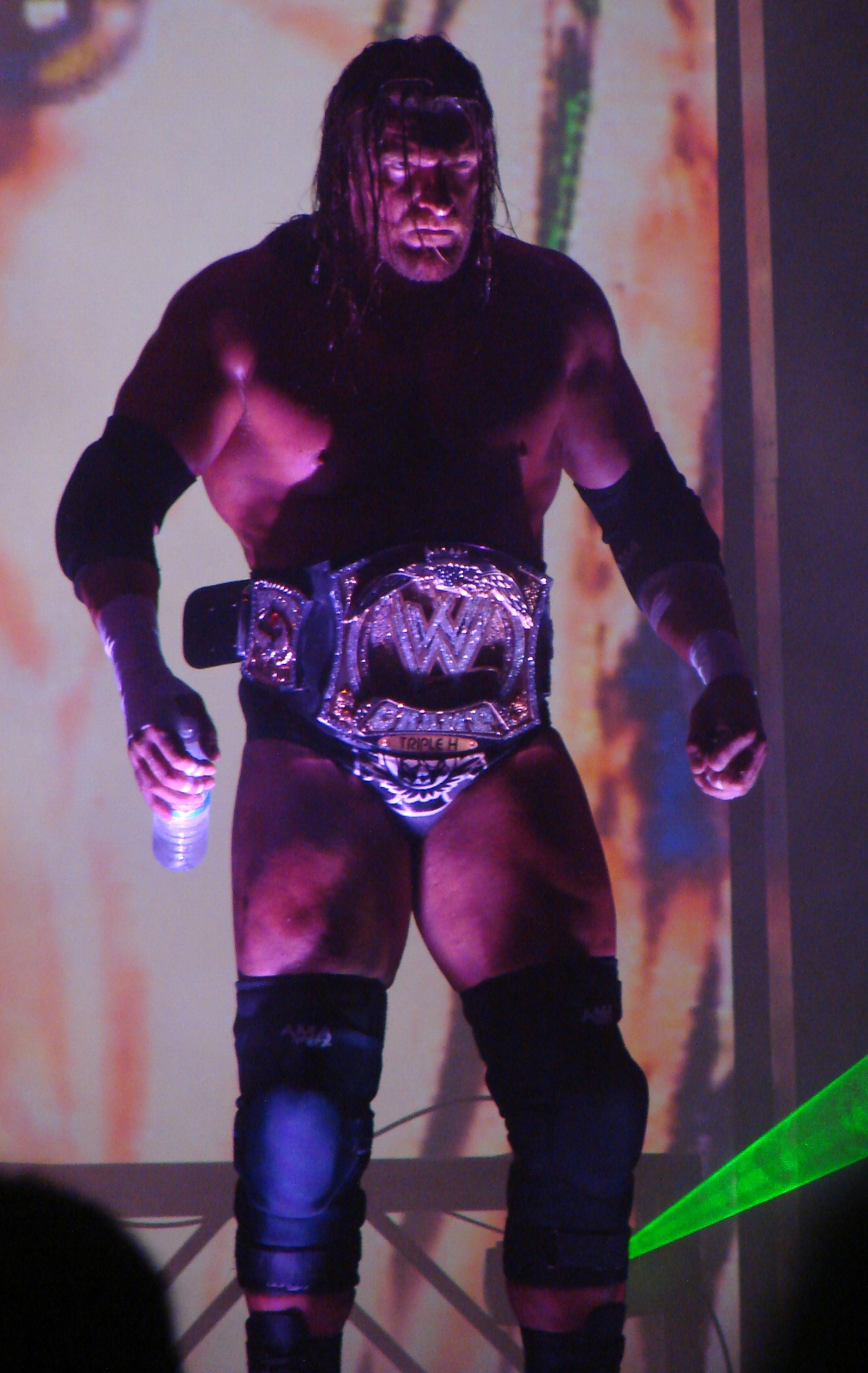
WWE-Champion Triple H bei WWE No Mercy 2007 in der Allstate Arena

### Konzerte
Die Allstate Arena war in ihrer Geschichte ein häufiger Veranstaltungsort für Konzerte.
- 1980: Fleetwood Mac, Queen, Barry Manilow, Elton John, Jackson Browne, Def Leppard, Scorpions
- 1981: AC/DC, The Rolling Stones, Grateful Dead, Journey, Bruce Springsteen & The E Street Band
- 1982: Aerosmith, The Who, Rush, The Police, Go-Go’s, Joan Jett & The Blackhearts
- 1983: Robert Plant, David Bowie, AC/DC, Journey
- 1984: Scorpions, Bon Jovi, Bruce Springsteen und die E Street Band, Prince, Van Halen, Ozzy Osbourne, Roger Waters, Aerosmith, The Police, Mötley Crüe, Rush
- 1985: Tina Turner, Phil Collins, Robert Plant, AC/DC, Mötley Crüe
- 1986: Amnesty International-Benefizkonzert A Conspiracy of Hope (U2, Sting, Bryan Adams, Peter Gabriel, Lou Reed, Joan Baez, Neville Brothers und The Police), Journey, Rush, Van Halen
- 1987: Eric Clapton, U2, Iron Maiden, Pink Floyd, David Bowie, Def Leppard, Aerosmith, Mötley Crüe, Whitesnake
- 1988: Michael Jackson, Pink Floyd, Prince, George Michael, Robert Plant, Iron Maiden, Grateful Dead, AC/DC, Def Leppard, Rush, Van Halen, Scorpions
- 1989: Paul McCartney, Mötley Crüe, Bon Jovi, Grateful Dead, Warrant
- 1990: Madonna, Janet Jackson, Robert Plant, Phil Collins, Poison
- 1991: Metallica, AC/DC, George Michael, Metal Church, Paula Abdul, Iron Maiden, Scorpions, Rush
- 1992: U2, Guns N’ Roses, Pixies
- 1993: Peter Gabriel, Bon Jovi, Grateful Dead, Mariah Carey, Janet Jackson, Depeche Mode
- 1994: Whitney Houston, Grateful Dead, Rush, Phil Collins, Primus
- 1995: Page & Plant, Phish, Van Halen, Alanis Morissette, Oasis
- 1996: KISS, Sheryl Crow, Bloodhound Gang, Deep Purple, Limp Bizkit, Scorpions
- 1997: Styx, Cheap Trick, Mötley Crüe, Metallica, Garth Brooks, Mötley Crüe, The Beach Boys
- 1998: Van Halen, Tori Amos, Usher, KISS, Janet Jackson
- 1999: Cher, Blink-182, Rage Against the Machine, Phish
- 2000: Tina Turner, Dave Matthews Band, KISS, Lionel Richie, Diana Ross, Cher, Bon Jovi, Phish, Britney Spears
- 2001: Sting, Aerosmith, Backstreet Boys, Pantera, Slayer, Morbid Angel, Britney Spears
- 2002: Bob Dylan, Guns N’ Roses, *NSYNC, American Idol Live!, Weezer, Dave Matthews Band, Maná
- 2003: Justin Timberlake, Phish, Maná, Cher, Christina Aguilera, Dave Matthews & Friends, Scorpions
- 2004: Metallica, Scorpions, Prince, Beyoncé, Alicia Keys, Missy Elliott, Tamia, Hilary Duff, Godsmack, Britney Spears
- 2005: Green Day, Gwen Stefani, Hilary Duff, Mötley Crüe, Jimmy Eat World
- 2006: Iron Maiden, Guns N’ Roses, American Idol Live!, Queen + Paul Rodgers, Tool
- 2007: Aerosmith, Justin Timberlake, Red Hot Chili Peppers, Nickelback, Ricky Martin, Three Days Grace, Breaking Benjamin, American Idol Live!, Van Halen, The Cult, My Chemical Romance, Rise Against, Maná, Christina Aguilera, Megadeth, Machine Head, Heaven and Hell, RBD, Fall Out Boy, Miley Cyrus, Jonas Brothers
- 2008: Avril Lavigne, Foo Fighters, The Cure, Oasis, Elvis Costello, Juanes, Tina Turner, Joe Cocker, Iron Maiden, AC/DC, Van Halen, New Kids on the Block, American Idol Live!, Angels & Airwaves, Alicia Keys, RBD, Jonas Brothers, Weezer
- 2009: P!nk, Slipknot, Andrea Bocelli, Fleetwood Mac, Metallica, Nickelback, Seether, Ozzy Osbourne, Taylor Swift, American Idol Live!, Britney Spears, Demi Lovato, David Archuleta, Rob Zombie, Machine Head, Fall Out Boy, Avenged Sevenfold, Buckcherry, Papa Roach, Cobra Starship, The Ting Tings, All Time Low, Metro Station, Hey Monday, Saving Abel, Coheed and Cambria, The Sword, Rooney, The Dead, Trivium, Wonder Girls
- 2010: Michael Bublé, Alicia Keys, Shakira, Usher, Nickelback, James Taylor, Carole King, Trans-Siberian Orchestra, Breaking Benjamin, Shinedown, Sick Puppies